# Deccan Chronicle
Deccan Chronicle («Деккан Хроникл») — индийская ежедневная газета на английском языке, публикуемая Deccan Chronicle Holdings Limited в Хайдарабаде. Также распространяется в штатах Тамилнад, Карнатака и Керала. Одна из крупнейших газет Южной Индии. Имеет приложения  TV Guide, Sunday Chronicle, Hyderabad Chronicle, Chennai Chronicle, Bengaluru Chronicle и Kerala Chronicle. Общая аудитория газеты составляет более миллиона читателей, из них примерно половина (493 тыс.) в Хайдарабаде.
Компания начала свою деятельность в Андхра-Прадеш в качестве партнерского концерна в 1938 году М.Н. Джайсурьей, сыном поэтессы Сароджини Найду. В 1976 году Тиккаварупу Чандрашекар Редди взял на себя управление после того, как предыдущие владельцы объявили о банкротстве. После его смерти управление перешло двум его сыновьям, Т. Венкатраму Редди и Т. Винаякрави Редди. Венкатарам провёл ряд преобразований, в результате которых городская газета тиражом примерно в 150 000 экземпляров и годовым доходом 550 млн рупий в 2000 году за десять лет увеличила тираж почти в 10 раз и выручила 10 млрд рупий в 2010 году.
Крупный тираж стал причиной увеличения тарифов на размещение рекламы. К 2011 году они составили почти 90% дохода газеты. В результате после снижения курса рупии и увеличения цен на бумагу в 2010 году затраты на выпуск газеты возросли, в то время как вложения рекламодателей сократились. Братьями Редди были взяты крупные кредиты: 1 млрд рупий в Infrastructure Leasing & Financial Services, 4 млрд от Canara Bank и 5.5 в Andhra Bank, и заложено всё имущество холдинга: офисы, склады, типографии.
В феврале 2015 года руководство газеты было арестовано по обвинению в мошенничестве.
Газета была владельцем команды индийской премьер-лиги (ИЛП) по крикету Деккан Чарджес, которая была приобретена 24 января 2008 года на аукционе ИЛП за 107 млн долларов и распущена 12 октября 2012.